# たどんとちくわ
『たどんとちくわ』は、1998年公開の日本映画。市川準監督。原作は椎名誠の「たどん」「ちくわ」。
キャッチコピーは「キレてるのは若いやつだけじゃねぇ。」。
2004年第6回ファーイースト映画祭招待作品。

## ストーリー

### たどん
タクシー運転手の木田は、運転しているうちに不快感を募らせていた。
ある日、彼が運転するタクシーに安西と名乗る男が乗車してきた。木田は安西に職業を尋ねると、「たどん屋だよ」と答える。それにキレてしまった木田は、安西の目的地であるホテルでなく海辺へと車を走らせた。「ここでたどんを作ってみろ！」と叫ぶ木田に安西は・・・？

### ちくわ
売れない作家の浅見は、屋台でちくわを注文するも、ちくわがないことに気付く。屋台の親父に「ちくわは無いが、ちくわぶでどうだ？」と言われた浅見は「ここにちくわがあるじゃないか！」と言ってズボンのチャックを下ろす行為に出る。
その後、料亭のトイレに入った浅見は、“あるモノ”が無いことに気付き・・・？

## キャスト
- 木田：役所広司
- 浅見：真田広之
- 安西：根津甚八
- 富山：田口トモロヲ
- 熊のぬいぐるみの女：桃井かおり
- おでん屋の親父：小鹿番
- 君島：安部聡子
- 茜：弘中麻紀
- タクシーの客：太田光
- タクシーの客：田中裕二

## スタッフ
- 監督：市川準
- 原作：椎名誠「たどん」「ちくわ」
- 脚本：市川準、佐藤信介、NAKA雅MURA
- 撮影：小林達比古
- 美術：間野重雄
- 編集：三條知生
- 音楽：板倉文
- 録音：橋本泰夫
- スタイリスト：下田眞知子
- 製作：山地浩
- プロデューサー：板谷健一、川崎隆
- 企画：中沢敏明